# Katarzyna Warmińska
Katarzyna Warmińska – polska socjolożka, doktor habilitowana nauk społecznych, profesor uczelni Uniwersytetu Ekonomicznego w Krakowie, badaczka i wykładowczyni w Katedrze Socjologii UEK. Jej zainteresowania naukowe i badawcze koncentrują się wokół problematyki etniczności, polityki tożsamości i relacji grupa dominująca – mniejszości. Prowadziła badania wśród polskich Tatarów i Kaszubów. Członkini Zarządu Sekcji Antropologii Społecznej Polskiego Towarzystwa Socjologicznego, członkini Komisji Wschodnioeuropejskiej Polskiej Akademii Umiejętności, członkini European Association of Social Anthropologists oraz European Sociological Association.

## Kariera naukowa
Ukończyła studia magisterskie w Instytucie Socjologii UJ. 15 stycznia 1994 roku na Wydziale Filozoficznym UJ uzyskała stopień doktora w dyscyplinie nauk humanistycznych na podstawie pracy Tożsamość religijna i etniczna Tatarów polskich, której promotorem był Zdzisław Mach; 15 listopada 2012 roku uzyskała habilitację w tej samej dyscyplinie na Wydziale Filozoficznym UJ na podstawie jednotematycznego zbioru prac dotyczącego szeroko rozumianej problematyki etniczności.

## Publikacje
- Warmińska, K. (2024). Narodowy Spis Powszechny Ludności i Mieszkań 2021 a procesy tożsamościowe wśród mniejszości etnokulturowych w Polsce. W: Łodziński, S., Dolińska, K. (red.) Mobilizacja etniczności: mniejszościowe społeczności narodowe i etniczne w spisie powszechnym ludności i mieszkań w Polsce w 2021. Wydawnictwo Naukowe Scholar, Warszawa.
- Warmińska, K. (2020). How do new nations arise? The case of the Kashubians. Ethnicities, 21(5), 953-978. https://doi.org/10.1177/1468796820973015
- Michna, E., Warmińska, K. (eds) (2020). Identity Strategies of Stateless Ethnic Minority Groups in Contemporary Poland. Migration, Minorities and Modernity, vol 5. Springer, Cham. https://doi.org/10.1007/978-3-030-41575-4
- Warmińska, K. (2018). Nacjonalizm czy polityka tożsamości? Przykład kaszubski. Kultura i Społeczeństwo, 62(2), 105-119.
- Warmińska, K. (2016). Kaszubski dyskurs narodowy na kanwie badań wśród osób narodowości kaszubskiej. W: Adamczyk, A., Sakson, A., Trosiak, C. (red.) Polityczne i społeczne aspekty wielokulturowości: migracje i mniejszości. Wydawnictwo Naukowe Wydziału Nauk Politycznych i Dziennikarstwa UAM, Poznań.
- Łodziński, S., Warmińska, K., Gudaszewski, G. (red.) (2015). Mniejszości narodowe i etniczne w Polsce w świetle Narodowego Spisu Powszechnego Ludności z 2011 roku. Wydawnictwo Naukowe Scholar, Warszawa.
- Warmińska, K. (2014). „Pani tego nie zrozumie…” – o konstruowaniu granic kaszubskiej wspólnot. W: Niedźwiedzki, D. (red.) Kultura, tożsamość i integracja europejska. Nomos, Kraków.
- Warmińska, K. (2013). Antropolodzy i antropologia wobec procesu wyznaczania granic dyscypliny – kazus Polski. Przegląd Socjologii Jakościowej 9(3), 24-42. https://doi.org/10.18778/1733-8069.9.3.02
- Warmińska, K (2012). Jak Kaszubi myślą o sobie, tożsamości i narodzie? Analiza wypowiedzi uczestników forum naszekaszuby.pl. W:  Dopierała, R., Kazimierska, K. (red.) Tożsamość, stereotypy, nowoczesność. Nomos, Kraków.
- Warmińska, K. (1999). Tatarzy Polscy. Tożsamość religijna i etniczna. Universitas, Kraków.
- Warmińska, K. (1997). Polish Tartars: Ethnic Ideology and State Policy. In: Govers, C., Vermeulen, H. (eds) The Politics of Ethnic Consciousness. Palgrave Macmillan, London. https://doi.org/10.1007/978-1-349-64673-9_11